# 試し酒
『試し酒』（ためしざけ）は、落語の演目で、新作落語に分類される。
酒飲みの男が5升の酒を飲めるかを賭けるという内容で、時代設定や世界観などは古典落語を模している。
落語速記者・研究家の今村信雄の作とされる。ただし、下敷きとなる原話が存在するとされ、東大落語会編『落語事典 増補』は「中国の小ばなし」とする。また下記の現行の内容は、7代目三笑亭可楽（玉井の可楽）が手を加えた結果であると同書は記している。

## あらすじ
商家・尾張屋の主人のもとに、商売なじみの近江屋の主人が下男の久造をしたがえ、上等な酒を持ってやって来る。近江屋が「うちの久蔵は大酒飲みで、5升は飲み干せる」と自慢するので、尾張屋は近江屋に対し、久蔵が本当に5升飲み干せるかどうかの賭けを持ちかける。尾張屋から「賭けを受けなければ近江屋の負けだ」と告げられた久造は、少し考えるので待ってほしいと言い残して表に出て行く。
しばらくあと、久造は戻ってくるなり、賭けに乗ることを宣言し、大きな可杯（べくはい）で、5升の酒を1升ずつ飲み干してみせる。賭けに負けた尾張屋が驚きあきれて、「どうしてそんなに酒が飲めるのか。さっき出て行った時に、酒に酔わない薬でも飲んだのか。それとも何かまじないでも受けたのか」とたずねると、久造は、
「酒を5升も飲んだことがなかったので、表の酒屋で試しに5升飲んできた」